# Eukoebelea tristis
Eukoebelea tristis är en stekelart som först beskrevs av Grandi 1916.  Eukoebelea tristis ingår i släktet Eukoebelea och familjen fikonsteklar. Inga underarter finns listade i Catalogue of Life.